# Tasibalu
Tasibalu ist eine osttimoresische Aldeia im Suco Carabau (Verwaltungsamt Bobonaro, Gemeinde Bobonaro). 2015 lebten in der Aldeia 195 Menschen.

## Geographie

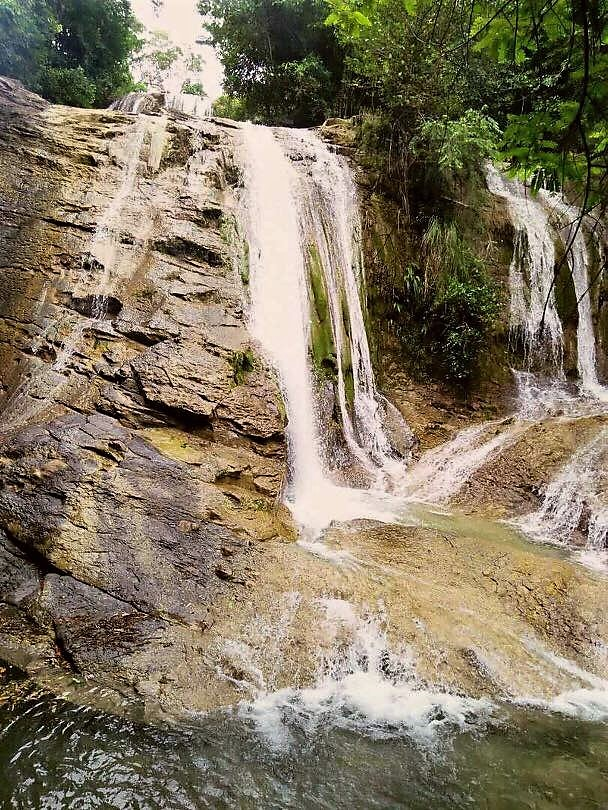
Tasibalu-Wasserfall

Tasibalu liegt im Südosten des Sucos Carabau. Westlich befindet sich die Aldeia Udu-Ai und nördlich die Aldeia Nunubuti. Im Süden grenzt Tasibalu an den Suco Lepo und im Südosten an den Suco Mape. An der Westgrenze fließt der Loumea. Die Überlandstraße von Maliana nach Zumalai überquert hier den Loumea über eine Brücke und durchquert dann den Westen der Aldeia. An ihr liegen die Häuser des Dorfes Tasibalu weit verteilt. Das Ortszentrum befindet sich im Norden bei der Brücke über den Loumea. Hier steht auch eine Grundschule. Nach Osten hin steigt das Land zu Ausläufern der Ramelau-Berge auf über 1500 m an.
In der Aldeia gibt es mehrere Wasserfälle, so den Tasibalu.

## Politik
2023 wurde Alito Vas Noronha Gomes zum Chefe de Aldeia gewählt.